# Kienzle Apparate
Kienzle Apparate skapades då Kienzle Uhren tog över C. Werner. Senare delades Kienzle Uhren och Kienzle Taxameter & Apparate blev ett eget företag. Kienzle tillverkade färdskrivare, taxametrar och instrumentpaneler. Det som tidigare var Kienzle är numera en del av Siemens VDO Automotive.